# Agathis rostrata
Agathis rostrata är en stekelart som beskrevs av Vladimir Ivanovich Tobias 1963. Agathis rostrata ingår i släktet Agathis och familjen bracksteklar. Arten är reproducerande i Sverige. Inga underarter finns listade i Catalogue of Life.